# Vit melankoli: en analys av en nation i kris
Vit melankoli är en bok utgiven 2020 av forskarna Catrin Lundström och Tobias Hübinette. I boken vill författarna förklara den svenska vithetens, och rasismens, historia. Med den bakgrunden vill de förklara den melankoli som de menar att både svenska nationalister och svenska antirasister känner inför det svunna Sverige. De menar att nationalisterna sörjer det gamla vita Sverige, och antirasisterna saknar det gamla antirasistiska och solidariska Sverige som med glädje tog emot flyktingar.
Boken gavs ut med stöd av bidrag från Linköpings universitet.

## Mottagande
Boken har recenserats i bland annat Göteborgs-Posten, SVT kultur och Borås Tidning. Flera recensenter är överens om att boken är viktig och tar upp nödvändiga frågeställningar om hur man till exempel ska benämna de grupper som utsätts för rasism eller de svenskar som kan spåra sitt ursprung många generationer bakåt. Per Andersson på SVT invänder dock mot bokens polemiska natur, och Hynek Pallas på Göteborgs-Posten skrev att författarna Lundström och Hübinette drar för drastiska slutsatser, och i för stor utsträckning ersätter klass med vithet. Flera recensenter är också kritiska till att författarna vill att man använder begreppet ras i Sverige och för statistik om ras.